# Hamadryas rosandra
Hamadryas rosandra är en fjärilsart som beskrevs av Hans Fruhstorfer 1916. Hamadryas rosandra ingår i släktet Hamadryas och familjen praktfjärilar. Inga underarter finns listade i Catalogue of Life.